# Kraiburg am Inn

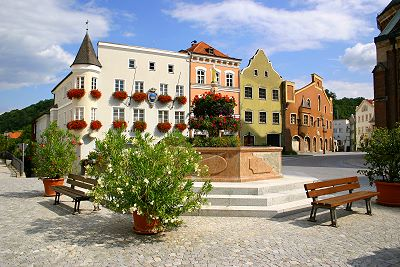
Kraiburg am Inn
(centrul cu fântână)

Kraiburg am Inn este o comună-târg din districtul  Mühldorf am Inn, regiunea administrativă Bavaria Superioară, landul Bavaria, Germania.